# Daemonorops longistipes
Daemonorops longistipes är en enhjärtbladig växtart som beskrevs av Karl Ewald Maximilian Burret. Daemonorops longistipes ingår i släktet Daemonorops och familjen Arecaceae. Inga underarter finns listade i Catalogue of Life.